# South Park (sæson 1)
Den første sæson af den amerikanske animerede tv-serie South Park varede oprindeligt i 13 afsnit på den amerikanske kanal Comedy Central, fra 13. august 1997 til 25. februar 1998. Skaberne af serien, Trey Parker og Matt Stone, skrev og instruerede de fleste af sæsonens afsnit, mens Dan Sterling, Philip Stark, Pam Brady, and David A. Goodman også blev brugt som forfattere i nogle afsnit. Seriens fortælling cirkler omkring de fire børn — Stan Marsh, Kyle Broflovski, Eric Cartman og Kenny McCormick — og deres bizarre oplevelser i seriens navngivende bjergby, South Park.
South Park stammer fra Parker og Stones animerede kortfilm fra 1992, Jesus vs. Frosty. Denne lavbudget og primitivt lavede film inkludere prototyper af South Parks hovedpersoner. Fox lederen Brian Graden så filmen og bad i 1995 Parker og Stone om at lave endnu en kortfilm, der blev til Jesus vs. Santa. Denne kortfilm ligner mere den stil der senere ville blive til South Park. Den blev populær og blev i stor udstrækning delt over internettet. Dette førte til snakke om at lave en serien, først med Fox, sidenhen med Comedy Central, hvor serien debuterede den 13. august 1997. Comedy Central bad oprindeligt kun om seks afsnit af South Park til den første sæson. Men da serien viste sig at være en succes, bad de om yderligere syv afsnit, som Parker og Stone skulle producere hurtigt. Serien blev udgivet på DVD i november 2002 i region 1, og i oktober 2007 i region 2 og 4.
Den første sæson var en seersucces for Comedy Central. Seriens Nielsen ratings steg fra 1.3 i det første afsnit til 6.4 i det tiende afsnit. Flere afsnit modtog nomineringer til priser, inklusiv en nominering til en Emmy Award i 1998 i kategorien "Outstanding Animated Program (for Programming Less Than One Hour)" og en GLAAD Award i kategorien "Outstanding TV – Individual Episode" afsnittet "Big Gay Al's Big Gay Boat Ride". I løbet af sæsonen, vandt South Park en CableACE Award for "Bedste animerede serie", og blev nomineret til en Annie Award i 1998 i kategorien "Outstanding Achievement in an Animated Primetime or Late Night Television Program". Kritikere gav sæsonen blandet kritik, fra at kalde det så krækende at det "ikke skulle have været lavet" og "det går ikke blot til grænsen; det går langt over," til "det er ret fucking tæt på" at være en "perfekt" tv-serie-sæson.

## Afsnit
I det følgende er en oversigt over de afsnit var i sæson 1 af South Park
| Serie # | Sæson # | Titel                             | Instruktør               | Forfatter(e)                           | Original sendedato | Seere i USA |
| 1 | 1       | "Cartman Gets an Anal Probe"      | Trey Parker              | Matt Stone & Trey Parker               | 13. august 1997    | 980.000     |
| Cartman drømmer at rumvæsener bortfører ham og sætter ting op i hans anus. Efter at være blevet fortalt om drømmen prøver Stan og Kyle at overbevise ham om at "drømmen" faktisk foregik, men Cartman tror ikke på dem. Ike bliver bortført og hans broder Kyle prøver på at redde ham. Under et førstegradsmøde, bliver Kenny dræbt. Drenge lokker til sidst rumvæsenerne tilbage, vha. den maskine der gemmer sig inden i Cartman, og på den måde lykkedes det Ike at flygte. I mellemtiden prøver rumvæsernerne at kommunikere med køer, som de mener er det mest intelligente væsen på planeten. |         |                                   |                          |                                        |                    |             |
| 2 | 2       | "Weight Gain 4000"                | Trey Parker & Matt Stone | Matt Stone, Trey Parker                | 20. august 1997    |             |
| En stor event er planlagt forud for ankomsten af Kathie Lee Gifford til South Park, der kommer for at overrække en pris til Eric Cartman. Mens børnene deltagere i en grusom genopførelse af koloniasieringen af Amerika, er Mr. Garrison ved at planlægge at dræbe Kathie Lee fordi hun slog ham i en talentkonkurrence da de var børn. Cartman får at vide af borgmesteren at han skal komme i form til mødet, hvilket får ham til at starte med at bruge kropsopbyggende kosttilskud (Weight Gain 4000); men i stedet for at gøre ham stærkere, gør det ham federe. Wendy opdagere simultant at Cartman vandt prisen ved at snyde og at Mr. Garrison har planer om at dræbe Kathie Lee. Mr. Garrison bliver forhindre i at skyde og bliver indespærret på et psykiatrisk hospital, mens Cartman optræder på Geraldo på grund af hans voldsomme fedme.                                                                                                  |         |                                   |                          |                                        |                    |             |
| 3 | 3       | "Volcano"                         | Trey Parker & Matt Stone | Matt Stone, Trey Parker                | 27. august 1997    |             |
| Stans onkel Jimbo og hans ven Ned tager Stan, Kenny, Kyle og Cartman med på en jagttur oppe i bjergene, men Stan kan ikke skyde et levende mål. Cartman fortæller historien om Scuzzlebutt, en mutant, og beslutter sig for at klæde sig ud som monstret, for at skræmme de andre. Men da han gør det, bliver han næsten skudt. Tilbage i byen opdager geologen Randy Marsh at der i bjergene er en vulkan der er på vej til at gå i udbrud og folkene i byen graver herefter en grøft for at lede lavaen udenom byen. Vulkanen går i udbrud og jagtgruppen opdager at de er fanget. Den rigtige Scuzzlebutt kommer nu frem og bærer jagtgruppen i sikkerhed. Stan dræber ham for at gøre Jimbo stolt, mens lavaen er blevet ledt ind i Denver City. |         |                                   |                          |                                        |                    |             |
| 4 | 4       | "Big Gay Al's Big Gay Boat Ride"  | Trey Parker              | Matt Stone, Trey Parker                | 3. september 1997  |             |
| Stan får en ny hund, Sparky, som han finder ud af er homoseksuel. Dette bekymrer Stan, der skal koncentrere sig om at være quaterback for South Park Elementarys football-hold mod Middle Parks hold. Sparky, efter at være blevet såret af Stans følelser vedrørende dens livstil, løber hjemmefra og møder Big Gay Al. Stan kunne være nøglen i at hente de 72 point der er efter, men bliver i stedet forstyrret af Sparkys forsvinden og sætter af sted for at finde ham. Jimbo og Ned forsøger at sabotere football-kampen mod den rivaliserende skole, men de to fejler, og South Park taber 73–6. |         |                                   |                          |                                        |                    |             |
| 5 | 5       | "An Elephant Makes Love to a Pig" | Trey Parker & Matt Stone | Matt Stone, Trey Parker, Dan Sterling  | 10. september 1997 |             |
| Shelly har tævet Stan og han ved ikke hvad han skal gøre. Kyle beslutter at hybridparre sin kæle-elefant med Cartmans gris, Fluffy, for at lave små grise-elefanter. Terrance vædder med Kyle om at han kan klone en hel person, inden Kyle lykkes med at lave en grise-elefant. Drengene besøger Dr. Mephistos farm, hvor han viser dem hans genetisk designede samling. Mephisto stjæler en blodprøve fra Stan, og han og hans assistent Kevin laver en klon af Stan til Terrances (Mephistos søn) videnskabsprojekt. Den klonede Stan bryder fri fra Mephistos farm og fortsætter med at terrorisere byen. Mephisto skyder klonen, og Shelley tager skylden for ødelæggelserne. Terrance præsenterer sin videnskabsprojekt, en abe med fem bagdele, samtidig med at Kyles gris føder en gris, der ligner fuldstændig Mr. Garrison. |         |                                   |                          |                                        |                    |             |
| 6 | 6       | "Death"                           | Matt Stone               | Matt Stone, Trey Parker                | 17. september 1997 |             |
| Stans bedstefar Marsh beder ham om at hjælpe ham med at begå selvmord, men Stan afslår. Sheila Broflovski prøver at få boykottet Terrance and Phillip i protest mod showets toilet-humor. Og Kennys eksplosive diarre sprede sig til hele byen. Bedstefar Marsh overbeviser Stan om at dræbe ham, og drengene prøver at hjælpe, indtil Døden viser sig og begynder at jagte drengene og fuldstændig ignorerer bedstefar Marsh. Netværket tager Terrance og Phillip af sendefladen efter beboere i South Park bliver katapulterede mod deres bygning, til store utilfredshed for Døden. Bedstefar Marsh kræver igen at blive dræbt, men hans egen bedstefar viser sig og advarer ham om ikke at gøre det, ellers vil han ende op i limbo. I stedet annoncerer bedstefar Marsh at han vil tage på ferie et farligt sted. Forældrene vender hjem fra deres protest, men starter med det sammen en protest over det show der erstattede Terrance and Phillip. |         |                                   |                          |                                        |                    |             |
| 7 | 7       | "Pinkeye"                         | Trey Parker              | Matt Stone, Trey Parker                | 29. oktober 1997   |             |
| Kenny bliver dræbt af rumstationen Mir og bliver en zombie, efter at være blevet balsameret. Dette er der ingen der lægger mærke til, da man tror han blot har klædt sig ud til Halloween, mens de som bliver bidt og bliver til zombier diagnosticeres med konjunktivitis i stedet. Chef er den eneste der bliver opmærksom på sandheden og det lykkes at fortælle Stan, Kyle og Cartman om det lige før han selv bliver bidt. Drengene prøver at dræbe alle zombierne, indtil de indser at de bare skal dræbe den originale zombie, Kenny, for at alt skal vende tilbage til normalen. Han bliver dræbt med en motorsav og da han vil prøve at vise sig igen under hans begravelse, falder en statue ned på ham, hvorefter et jetfly styrtet ned i statuen. |         |                                   |                          |                                        |                    |             |
| 8 | 8       | "Damien"                          | Trey Parker              | Matt Stone, Trey Parker                | 4. februar 1998    |             |
| En ny studerende ved navn Damien starter på South Park Elementary. Men det bliver afsløret at han er sendt af sin far Satan, for at finde Jesus og arrangere en boksekamp mellem de to. Majoriteten af South Parks beboere satser på at Satan ville vinde kampen på grund af hans enorme størrelse og muskulærer fysik, men Satan ender med at lade sig tabe kampen og afslører at han satsede på Jesus, hvorfor han vandt alles penge. Cartman bliver rasende da han opdager at kampen kollidere med hans fødselsdagsfest. |         |                                   |                          |                                        |                    |             |
| 9 | 9       | "Starvin' Marvin"                 | Trey Parker              | Matt Stone, Trey Parker                | 19. november 1997  |             |
| Drengene sender penge til en afrikansk velgørenhed for at få et sportsur, men får i stedet tilsendt et etiopisk barn, Starvin' Marvin. Cartmen blev ved et uheld selv sendt til Etiopien, hvor han lærer at aktivisten Sally Struthers faktisk hamstre velgørenhedsfodens mad til hende selv. Genetiske designede kalkuner angriber South Park-beboere og Chef samler beboerne for at kæmpe imod i en parodi på filmen Braveheart. |         |                                   |                          |                                        |                    |             |
| 10 | 10      | "Mr. Hankey, the Christmas Poo"   | Trey Parker & Matt Stone | Matt Stone, Trey Parker                | 17. december 1997  |             |
| Kyle, der er jøde, føler sig udenfor i forhold til resten af byen til jul, og han bliver trøstet af Mr. Hankey, en talende, syngende jule-lort. Mr. Hankey bliver ikke levende foran andre, så alle tror at Kyle er begyndt at miste forstanden. Mrs. Broflovski protestere over skolens julestykke, hvilket fører til at alle i byen fjerner alle religiøse aspekter af julen fra South Park, for at forblive politisk korrekte. |         |                                   |                          |                                        |                    |             |
| 11 | 11      | "Tom's Rhinoplasty"               | Trey Parker              | Trey Parker                            | 11. februar 1998   |             |
| Mr. Garrison får en næseoperation og stopper som lærer for at blive model. Stan er forelsket i vikaren, Miss Ellen, hvilket får Wendy til at true hende til at holde sig fra Stan. Opsat på at vinde sin mand tilbage kigger Wendy på Miss Ellens baggrund og finder ud af at hun er en irakisk flygtning. Vikaren bliver herefter kidnappet fra klasseværelset af irakiske oprører, der skyder hende ind i solen med en raket. Wendy generobrer Stan som kæreste og er utroligt glad for Miss Ellens skæbne. Mr. Garrison, skræmt af den opmærksomhed han får fra liderlige kvinder, beslutter at vende tilbage til hans normale udseende. |         |                                   |                          |                                        |                    |             |
| 12 | 12      | "Mecha-Streisand"                 | Trey Parker              | Matt Stone, Trey Parker & Philip Stark | 18. februar 1998   |             |
| Mr. Garrison tager klassen med på en arkæologisk udgravning for at finde pilespidser. Cartman finder en mystisk trekant og børnene kommer på TV med denne vigtigt opdagelse, hvilket fanger Leonard Maltins opmærksomhed. Han kommer til South Park for at advarer om Barbra Streisands ønske om at få trekanten. Streisand kommer til South Park og prøver på at får trekanten fra drengene. Hun får den til sidst og bliver til Mecha-Streisand, en gigantisk robot der bringer ødelæggelse til byen. Maltin fortæller Chef at han skal ringe til Robert Smith fra The Cure, der kan vinder over robotten. |         |                                   |                          |                                        |                    |             |
| 13 | 13      | "Cartman's Mom Is a Dirty Slut"   | Trey Parker              | Trey Parker & David R. Goodman         | 25. februar 1998   |             |
| Cartman begynder at undre sig over hvorfor alle de andre børn i skole har fædre, på nær ham selv. Da han spørger sin mor om sin far, husker Mrs. Cartman natten hvor han blev undfanget til Druken Barn-festen, hvor hun havde sex med næsten alle mænd i byen. Dr. Mephisto afslører at han kan udføre en DNA-test, der kan fastslå hvem faderen er for bare $3.000. Eric prøver at finde pengene med hjælp fra Stan og Kyle ved at sende et videoklip til America's Stupidest Home Videos. Han bliver irriteret da han opdager at videoen håner ham, men videoen får andenpladsen og vinder $3.000. |         |                                   |                          |                                        |                    |             |